# Hexatoma lambertoni
Hexatoma lambertoni är en tvåvingeart som beskrevs av Alexander 1951. Hexatoma lambertoni ingår i släktet Hexatoma och familjen småharkrankar.
Artens utbredningsområde är Madagaskar. Inga underarter finns listade i Catalogue of Life.